# Цзи Шужу
Цзи Шужу (кит. трад. 紀淑如, упр. 纪淑如, пиньинь Jì Shūrú; род. 27 ноября 1982 года, уезд Пиндун, Тайвань) — тайваньская тхэквондистка, член национальной сборной Тайваня на Олимпийских играх 2000 и 2004 годов. Бронзовый призёр Олимпийских игр 2000 года в Сиднее в категории до 49 кг.
На чемпионатах мира по тхэквондо 1997 и 1999 годов завоевала золотые медали в категориях до 47 и 51 кг соответственно.
На Олимпиаде в Сиднее проиграла будущей победительнице Лорен Бернс из Австралии решением судей, но смогла выиграть утешительный финал и матч за 3-е место.
В 2003 году приняла участие в Летней Универсиаде в Тэгу и завоевала бронзовую медаль.
На Олимпийских играх в Афинах в 2004 году участвовала в категории до 57 кг, уступила в четвертьфинале представительнице Таиланда и выбыла из дальнейшей борьбы.
Окончила Центральный полицейский университет (уезд Таоюань). Назначена в отдел полиции города Синьбэй по делам женщин и детей, при этом через неделю после назначения на должность задержала преступника. В дальнейшем была назначена руководителем подразделения отряда дорожной полиции города Синьбэй, одновременно получает степень магистра на факультете спортивной атлетике Национального тайваньского педагогического университета.